# Туфано (Фрозиноне)
Туфано је насеље у Италији у округу Фрозиноне, региону Лацио.
Према процени из 2011. у насељу је живело 689 становника. Насеље се налази на надморској висини од 286 м.